# Egyesült Királyság és koronafüggőségei

A térképen pirossal van jelölve az Egyesült Királyság és koronafüggőségei (British Islands), bekarikázva a koronafüggőségek.

Az Egyesült Királyság és koronafüggőségei az angol British Islands kifejezés magyar megfeleltetése, egy az Egyesült Királyság jogrendszerében 1889-ben rögzített jogi meghatározás.

## Jelentése
Az Egyesült Királyság és koronafüggőségei (angolul British Islands) az alábbi közigazgatási egységek együttesét jelenti:
- Egyesült Királyság (Nagy-Britannia és Észak-Írország Egyesült Királysága)
- Jersey Bailiffség
- Guernsey Bailiffség
- Man sziget

## Eredete
A Man sziget és a két Bailiffség koronafüggőségek, nem részei az Egyesült Királyságnak. Mivel az Egyesült Királyság parlamentje esetenként — általában Order-in-Council formájában — hoz olyan döntéseket is, melyek ezekre a szigetekre is kihatnak, így szükséges volt egy gyűjtőfogalom bevezetése, mely 1889-ben történt meg.

## Jogszabályi háttér
Az 1978-as Értelmező Törvény (Interpretation Act 1978) 1. melléklete meghatározza, hogy 
"Az Egyesült Királyság és koronafüggőségei kifejezés az Egyesült Királyság, a Csatorna-szigetek és a Man sziget összességét jelenti." (“British Islands” means the United Kingdom, the Channel Islands and the Isle of Man.)
Ugyanennek a törvénynek az 5. fejezete pedig azt mondja ki, hogy
"Az 1. mellékletben szereplő kifejezéseket – ellenkező rendelkezés hiányában – az ott meghatározottak szerint kell értelmezi." (In any Act, unless the contrary intention appears, words and expressions listed in Schedule 1 to this Act are to be construed according to that Schedule.)

## Szóhasználat a mindennapokban
Az Egyesült Királyságban kiállított útlevelek fedőlapján kibocsájtó országként a "United Kingdom of Great Britain and Northern Ireland" szerepel. A koronafüggőségekben élő brit állampolgárok útlevelén kibocsájtó országként a "British Islands – Bailiwick of Jersey", a ”British Islands – Bailiwick of Guernsey" vagy a "British Islands – Isle of Man" szöveg szerepel.

## Magyar etimológia
A kifejezést Magyarországon kevéssé használják.
Nincs megfelelő magyar fordítása, az angol kifejezés szó szerinti fordítása megegyezik Brit-szigetekként fordított British Isles kifejezéssel. A Földművelési Minisztérium szervezeti egységeként működő Földrajzinév-bizottság a 100/892. (2017. VI. 13) FNB Áf. szakvéleményében az angol British Islands kifejezés magyar megfelelőjeként az Egyesült Királyság és koronafüggőségei kifejezést javasolta (a határozat, illetve az ezzel kapcsolatos levelezés az OTRS-ben ticket:2017080210017218 szám alatt került archiválásra).

## Fordítás
- Ez a szócikk részben vagy egészben  a   British Islands című angol Wikipédia-szócikk ezen változatának fordításán alapul.  Az eredeti cikk szerkesztőit annak laptörténete sorolja fel. Ez a jelzés csupán a megfogalmazás eredetét és a szerzői jogokat jelzi, nem szolgál a cikkben szereplő információk forrásmegjelöléseként.